# Ямбио
Ямбио (англ. Yambio) — город в Южном Судане, административный центр округа Ямбио (округ) и штата Западная Экватория.

## Географическое положение
Город расположен на границе с ДР Конго. Высота центра НП составляет 619 метров над уровнем моря.

## Демография
Население города по годам:
| 1973  | 1983   | 2010   |
| ----- | ------ | ------ |
| 6 675 | 24 927 | 31 665 |

## Религия
Город является центром католической епархии Томбура-Ямбио.